# Church Lench
Church Lench är en by i civil parish South Lenches, i distriktet Wychavon, i grevskapet Worcestershire, i England. Byn är belägen 8 km från Evesham. Civil parish hade 366 invånare år 1931. Byn nämndes i Domedagsboken (Domesday Book) år 1086, och kallades då Circelenz.